# پلاک وسایل نقلیه سان مارینو

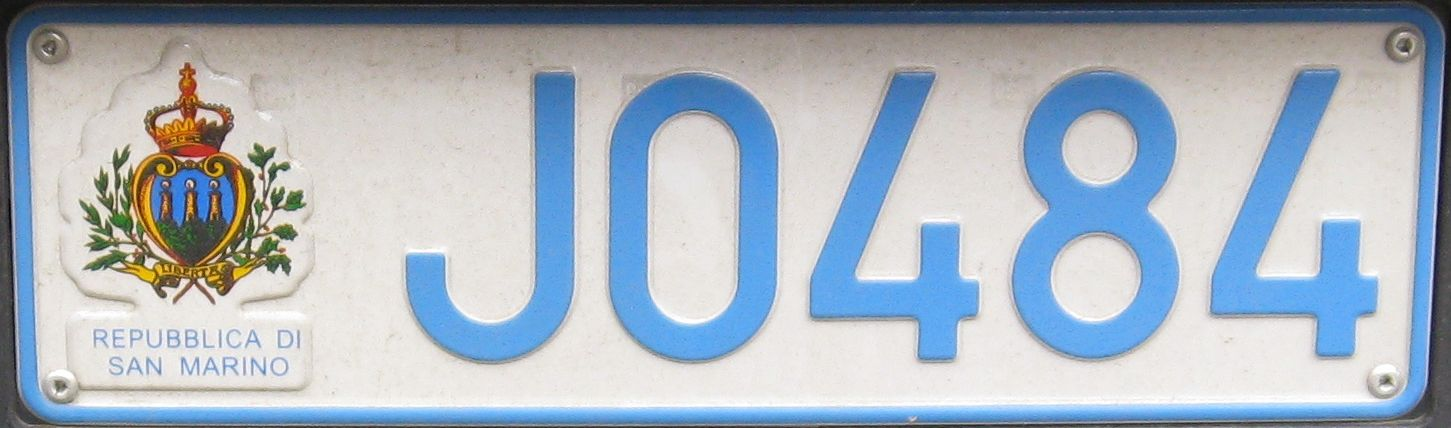
نمونه پلاک سن مارینو

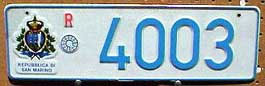

مقامات سن مارینو مجوز وسایل نقلیه خصوصی با پلاک مشخص که به رنگ سفید با آبی و معمولاً دارای یک حرف و پس از آن تا چهار عدد است را داده‌اند. در سمت چپ این ارقام آرم ملی سن مارینو است. بسیاری از وسایل نقلیه نیز دارای کدشناسایی بین‌المللی خودرو (برچسب سیاه و سفید بیضی شکل)، است که "RSM" بر روی آن نوشته شده‌است. از سال ۲۰۰۴ پلاک سفارشی نیز در دسترس است.
۲۲۰ کیلومتر خیابان در کشور وجود دارد، جاده اصلی شاهراه سان مارینو است. جاده‌ها توسط رانندگان ماشین شخصی استفاده می‌شود.

## منابع

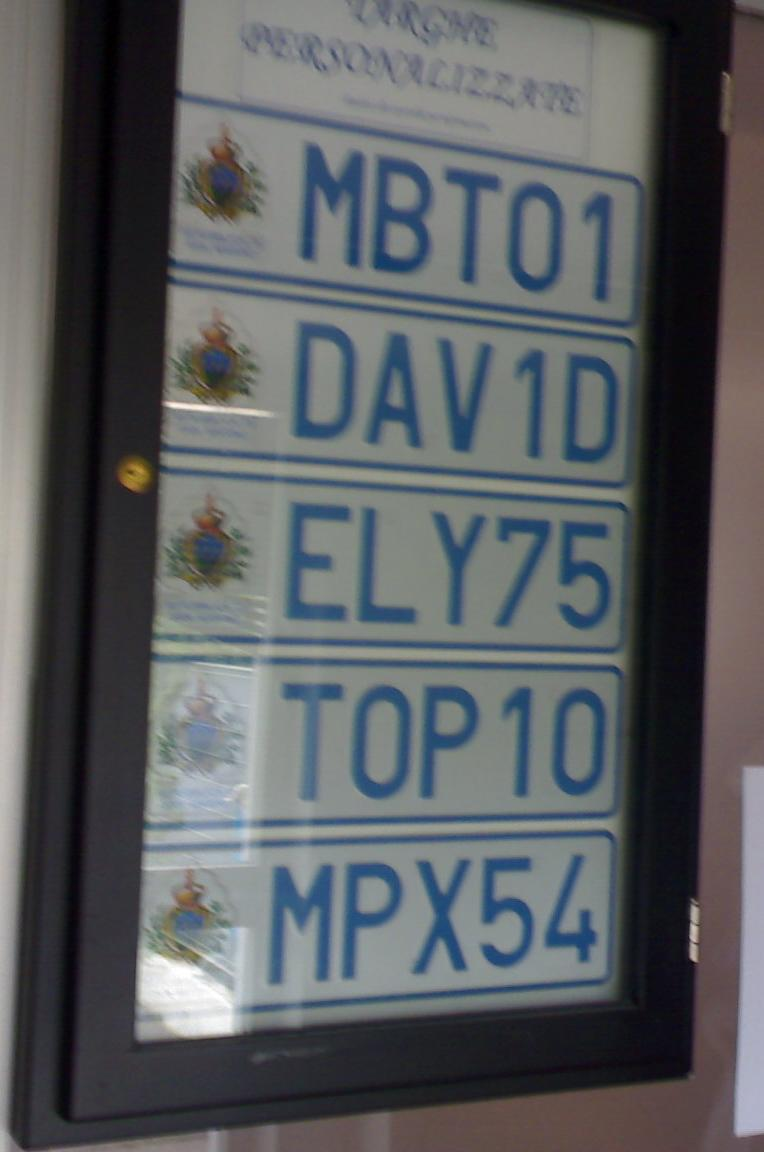
شماره پلاک‌های شخصی